# Synapturanus salseri
Synapturanus salseri là một loài ếch trong họ Nhái bầu.
Nó được tìm thấy ở Brasil, Colombia, và Venezuela.
Các môi trường sống tự nhiên của chúng là các khu rừng ẩm ướt đất thấp nhiệt đới hoặc cận nhiệt đới và suối nước ngọt. Loài này đang bị đe dọa do mất môi trường sống.